# Дубровный (хутор)
Дубровный — хутор в городском округе Богданович Свердловской области. Управлялся Гарашкинским сельским советом.

## Географическое положение

### Часовой пояс
Полдневой, как и вся Свердловская область, находится в часовой зоне МСК+2. Смещение применяемого времени относительно UTC составляет +5:00.

## История
С 1 октября 2017 года согласно областному закону N 35-ОЗ статус изменён с посёлка на хутор, а Гарашкинский сельский совет упразднён.

## Население
| 2002 | 2010 |
| ---- | ---- |
| 9    | ↘0   |